# Monte Saldanha
O Monte Saldanha é um monte submarino ao largo dos Açores, Portugal, ligado ao "Campo hidrotermal Saldanha" sobre a Dorsal Média do Atlântico (ou MAR).
Com uma base que se situa a cerca de 3 000 metros de profundidade e o topo a 2 200 metros, este acidente geográfico oceânico de 1 200 m de altura faz parte das fontes hidrotermais e montes submarinos dos Açores, estando localizado a 36° 34' N 33º 26' O.
A descoberta do Monte Saldanha aconteceu no Verão de 1998,  na primeira operação organizada por investigadores portugueses àquelas zonas hidrotermais, na companhia de cientistas franceses e recorrendo ao submersível francês "Nautile" e o navio oceanográfico "Nadir", chefiada pelo cientista Fernando Barriga, Professor Doutor da Universidade de Lisboa.
O nome de "Monte Saldanha" foi atribuído em homenagem a Luiz Saldanha, Professor Doutor ex-director do Laboratório Marítimo da Guia da Universidade de Lisboa e estudioso dos ambientes marinhos profundos, falecido no ano anterior.